# هیپنالس
هیپنالس (نام علمی: Hypnales) نام یک راسته از رده رده دم‌اسبی است.